# Цегельное (Днепропетровская область)
Цегельное (укр. Цегельне, до 2025 года — Кирпичное) — село, Вишнёвский сельский совет, Покровский район, Днепропетровская область, Украина.
Код КОАТУУ — 1224284509. Население по переписи 2001 года составляло 4 человека.

## Географическое положение
Село Кирпичное находится на правом берегу реки Янчур, выше по течению на расстоянии в 1 км расположено село Приволье, на противоположном берегу — село Егоровка.
На расстоянии в 1 км расположено село Вишнёвое.

## История
- 1926 — дата основания.